# OCX
OCX es un acrónimo que significa "OLE Control Extension". OLE a su vez significa Object Linking and Embedding. 
OCX hace referencia a módulos que publican controles y funciones para ser utilizados en programas para Windows, incluyendo especialmente el navegador Internet Explorer. Típicamente, estas librerías se presentan en librerías de enlace dinámico (DLL) almacenadas con extensión .OCX. 
Aunque la popularidad de estos controles se debe principalmente al entorno de desarrollo de Visual Basic, las librerías OCX pueden utilizarse desde prácticamente todas las plataformas de desarrollo generalistas para Windows, lenguajes de scripting como VBScript y ECMAScript, o lenguajes de macro como Visual Basic for Applications. También pueden ser incrustados en documentos que soporten la tecnología OLE, por ejemplo, documentos de Microsoft office o páginas web.

## Registro
Para emplear un módulo ocx es necesario que este se registre en el sistema operativo, normalmente los programas de instalación realizan esta tarea, sin embargo si se requiere hacer el registro manualmente se debe emplear la herramienta:
Regsvr32.exe [/u] [/s] "<nombre del fichero>"
Los parámetros opcionales [/u] [/s] se emplean de la siguiente manera:
[/u] - Cancela un registro previo
[/s] - Evita desplegar mensajes durante la operación.
Por ejemplo:
REGSVR32 /s "c:\windows\system\mscal.ocx"